# Ježůvka
Ježůvka je přírodní památka severovýchodně od města Vsetín v okrese Vsetín. Důvodem ochrany je smilková pastvina s bohatou květenou.

## Galerie

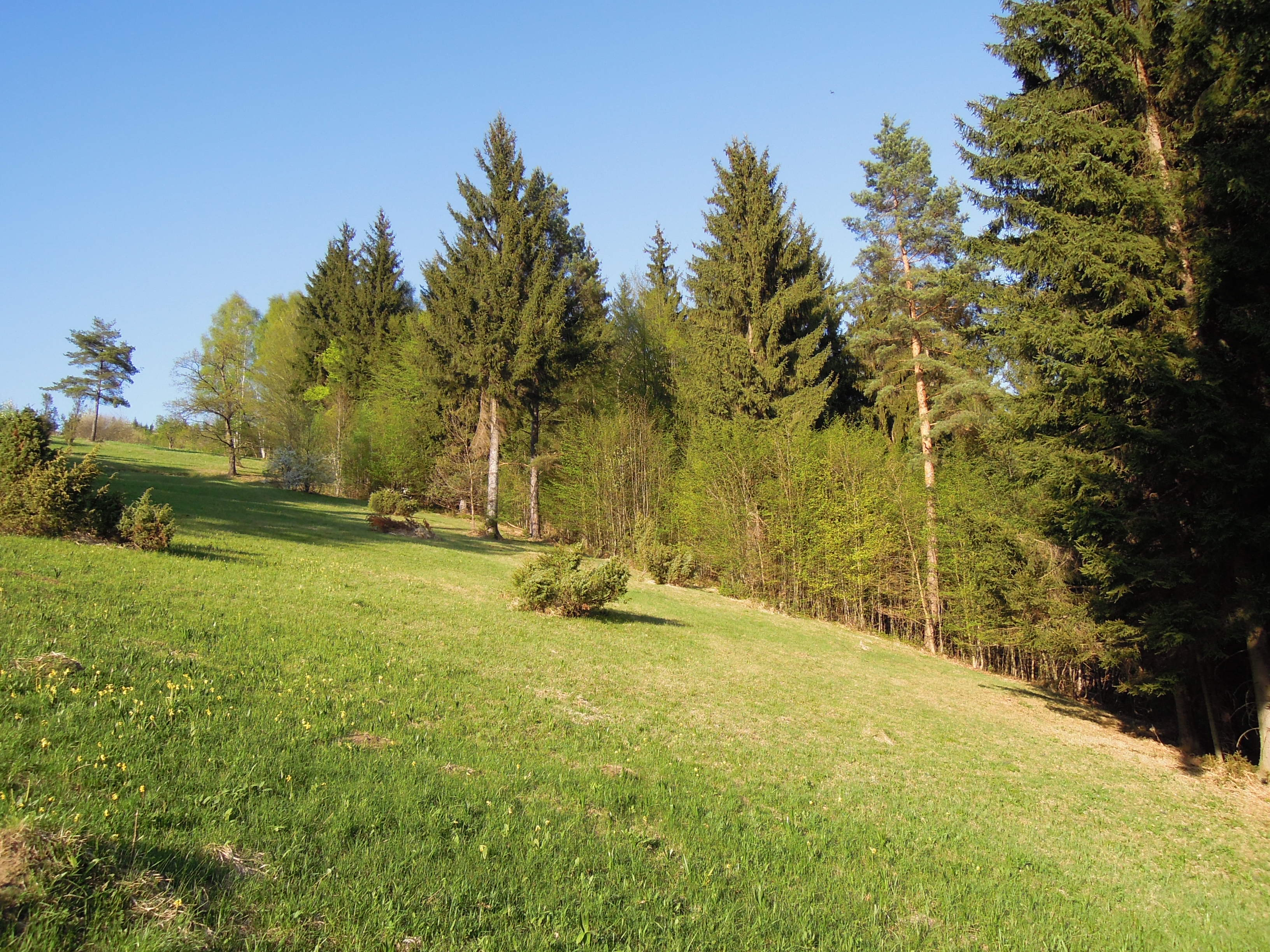
Louky Ježůvka
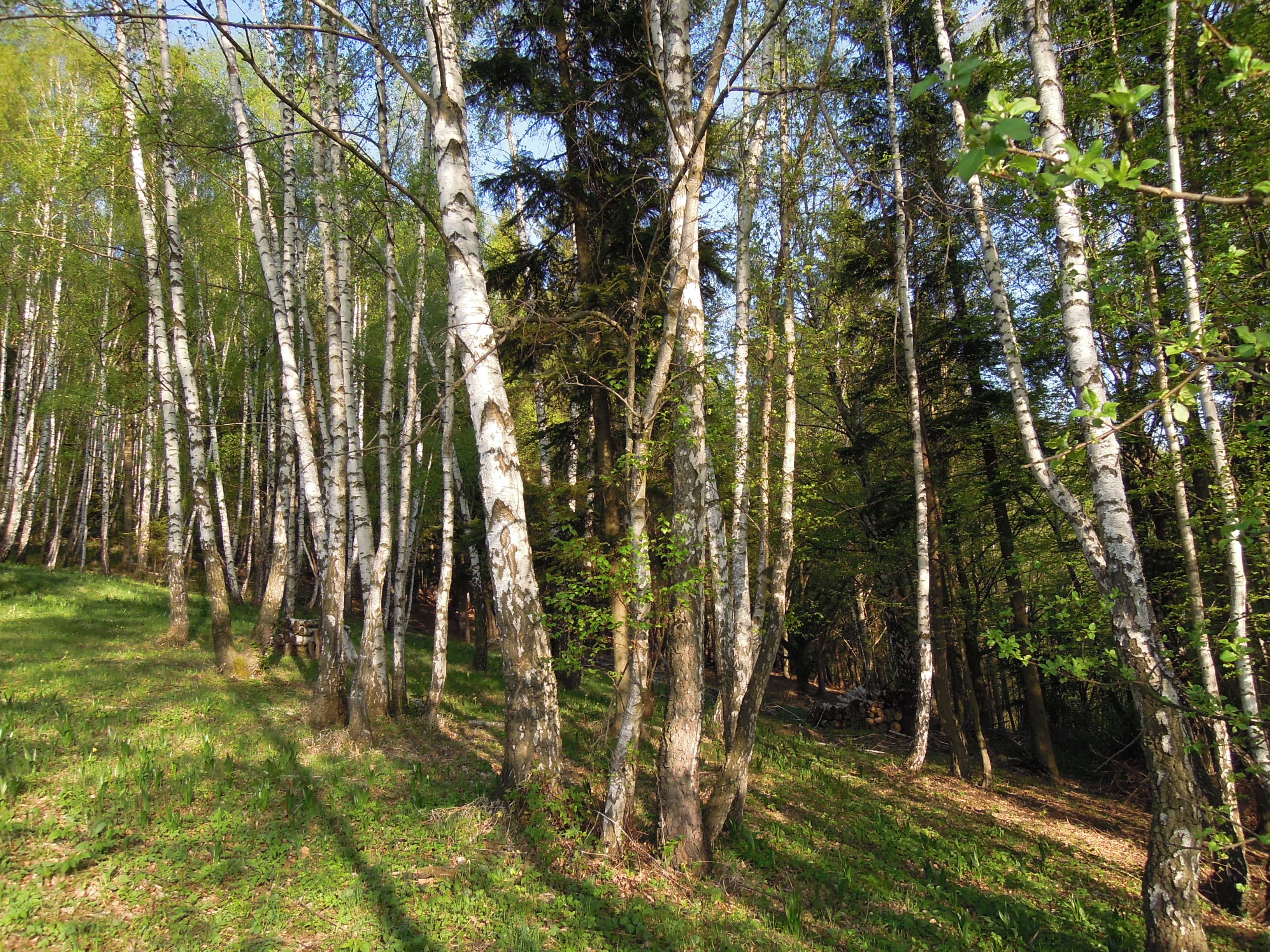
Listnatý lesní porost
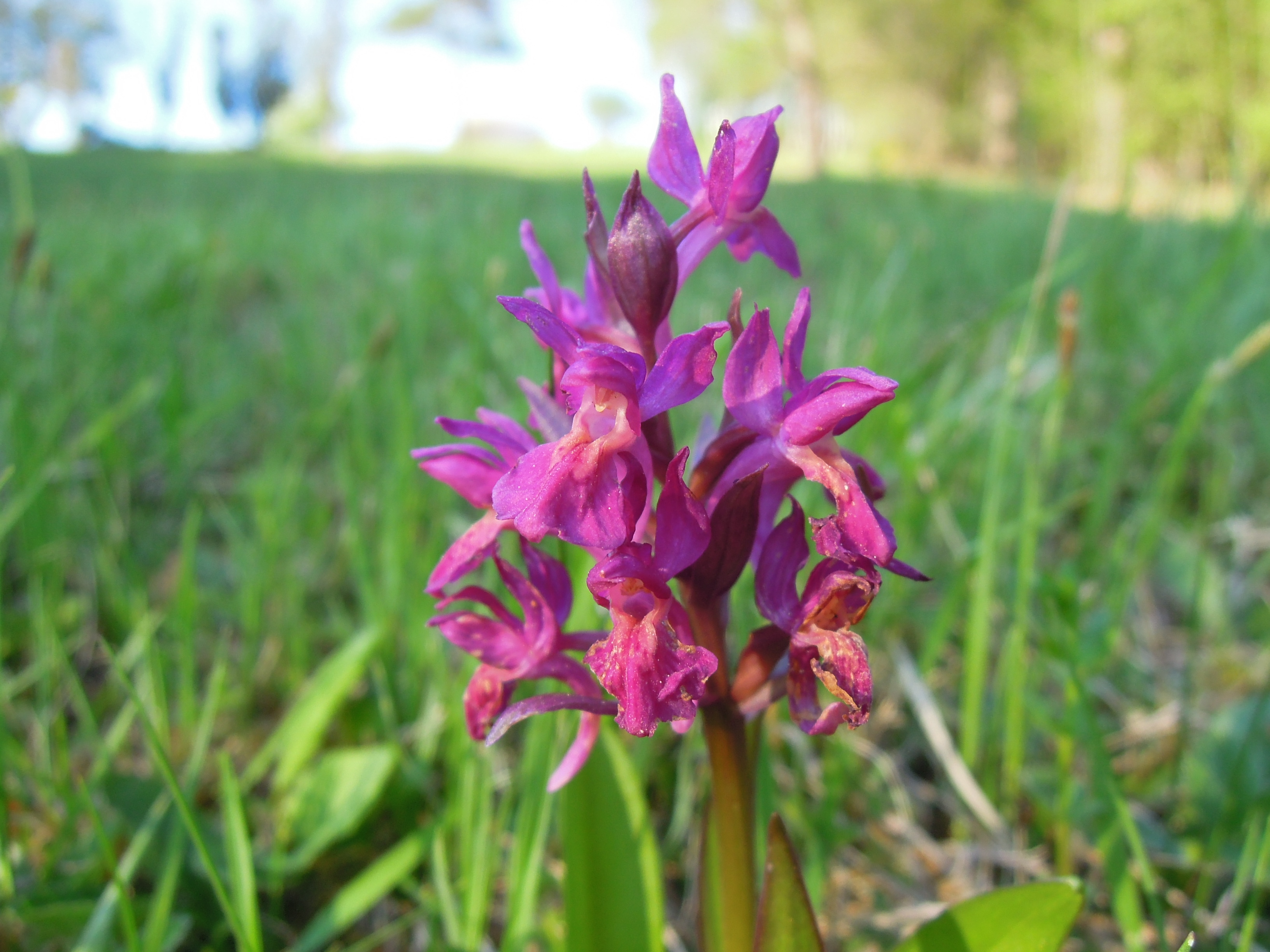
Prstnatec bezový